# Sedução - Qualquer Coisa a Respeito do Amor
Sedução - Qualquer Coisa a Respeito do Amor é um filme brasileiro de 1974 dirigido por Fauzi Mansur, baseado em obra de Marcos Rey.

## Elenco
- Sandra Bréa .... Fiametta
- David Cardoso .... Omar
- Ney Latorraca .... Tomasino
- Fregolente .... Fausto Belacosa
- Dionísio Azevedo
- Roberto Faissal
- Jussara Freire
- Flora Geny